# Puchheim
Puchheim település Németországban, azon belül Bajorországban. Lakosainak száma 21 410 fő (2023. december 31.).

## Népesség
A település népessége az elmúlt években az alábbi módon változott:
| Lakosok száma | 304  | 2731 | 16 177 | 18 074 | 20 201 | 20 680 | 21 300 | 21 396 | 21 221 | 21 410 |
|               | 1875 | 1950 | 1975   | 1987   | 2012   | 2014   | 2016   | 2017   | 2021   | 2023   |